# Tanja Ineke
Tanja Ineke (Alkmaar, 18 september 1961) is een Nederlandse homorechtenactiviste. Ze was van september 2012 tot 24 november 2018 voorzitster van het COC. Zij werd opgevolgd door Astrid Oosenbrug.

## Leven
Tanja Ineke werd geboren in 1961 en heeft twee broers. Ze studeerde bestuurskunde aan de Open Universiteit in Heerlen. Na het behalen van haar diploma in 1982 begon Ineke als adviseur bij ABN AMRO. In 1987 stopte ze daar en ging ze aan de slag bij het Uitvoeringsinstituut Werknemersverzekeringen (UWV). In 2006 werd ze benoemd tot directeur Bestuurszaken. 
Op haar achttiende, na het lezen van Harry Mulisch’ Twee vrouwen, ontdekte Ineke dat ze lesbisch is.
Ineke en haar partner Marianne zijn sinds 1991 samen. Ze zijn getrouwd en hebben drie pleegkinderen: twee dochters en één zoon.

## Activisme
Naast haar professionele loopbaan is Ineke actief geweest in diverse belangenorganisaties. Ze is sinds 2004 actief als vrijwilliger in de Nederlandse Vereniging van Pleeggezinnen, waar ze ook voorzitter van is geweest. Van 2007-2012 was ze bestuurslid van stadsdeel Nieuw West Amsterdam. Sinds 2010 zit ze als algemeen lid in de raad van toezicht van de Nederlandse Stichting voor het Gehandicapte Kind.
In oktober 2012 volgde Ineke Vera Bergkamp op tot voorzitter van de COC.
In deze functie probeert ze de sociale acceptatie van homoseksuelen, biseksuelen en transgenders in Nederland te verbeteren.
Onder haar voorzitterschap trad onder meer de wet Lesbisch ouderschap en de nieuwe Transgenderwet in werking. In maart 2017, in aanloop naar de Tweede Kamerverkiezingen, tekenden acht politieke partijen met Ineke het COC's Regenboog-stembusakkoord waarin acht beloften aan de LHBTI-gemeenschap voor de komende jaren worden gedaan, zoals een goede meerouderschapsregeling en veiliger scholen.
Ineke zet zich in voor sociale acceptatie en voor een land waar we veilig hand in hand over straat kunnen.
Ineke is ook politiek actief geweestː ze was van 2008 tot in 2012 bestuurslid van GroenLinks in het Amsterdamse stadsdeel Nieuw-West.